# Sticky Fingers Live
Sticky Fingers Live je koncertní album britské rockové skupiny The Rolling Stones, které vyšlo v roce 2015. Album bylo nahráváno v menším losangeleském divadle Fonda Theater, kde skupiny vystupovala v rámci turné po Severní Americe v roce 2015. Skupina na koncertě odehrála všechny písně z alba Sticky Fingers, skladby však nejsou nahrány v pořadí tak jak jsou na studiovém albu. Zbytek záznamu tohoto koncertu vyšel pod názvem Sticky Fingers Live at Fonda Theathre (Live 2005) v roce 2017.

## Seznam skladeb
| Pořadí | Skladba                      |
| ------ | ---------------------------- |
| 1.     | "Sway"                       |
| 2.     | "Dead Flowers"               |
| 3.     | "Wild Horses"                |
| 4.     | "Sister Morphine"            |
| 5.     | "You Gotta Move"             |
| 6.     | "Bitch"                      |
| 7.     | "Can't You Hear Me Knockin'" |
| 8.     | "I Got the Blues"            |
| 9.     | "Moonlight Mile"             |
| 10.    | "Brown Sugar"                |

## Obsazení
The Rolling Stones
- Mick Jagger - (zpěv, kytara, harmonika)
- Keith Richards - (kytara, zpěv)
- Ronnie Wood - (kytara)
- Charlie Watts - (bicí)

Doprovodní členové
- Lisa Fischer - (doprovodné vokály, zpěv)
- Bernard Fowler - (doprovodné vokály)
- Chuck Leavell - (klávesy, doprovodné vokály)
- Darryl Jones - (baskytara, doprovodné vokály)
- Matt Clifford - (klávesy, doprovodné vokály)
- Karl Denson - (saxofon)
- Tim Ries - (saxofon)